# District d'Oulunsalo
Le district d'Oulunsalo (en finnois : Oulunsalon suuralue) est l'un des districts de la ville d'Oulu en Finlande. 

## Description
Au 1er janvier 2013, la municipalité d'Oulunsalo a fusionné avec Oulu et est devenue le district d'Oulunsalo.
Le district compte 10 001 habitants (31.12.2018).